# Dareios (Elymais)

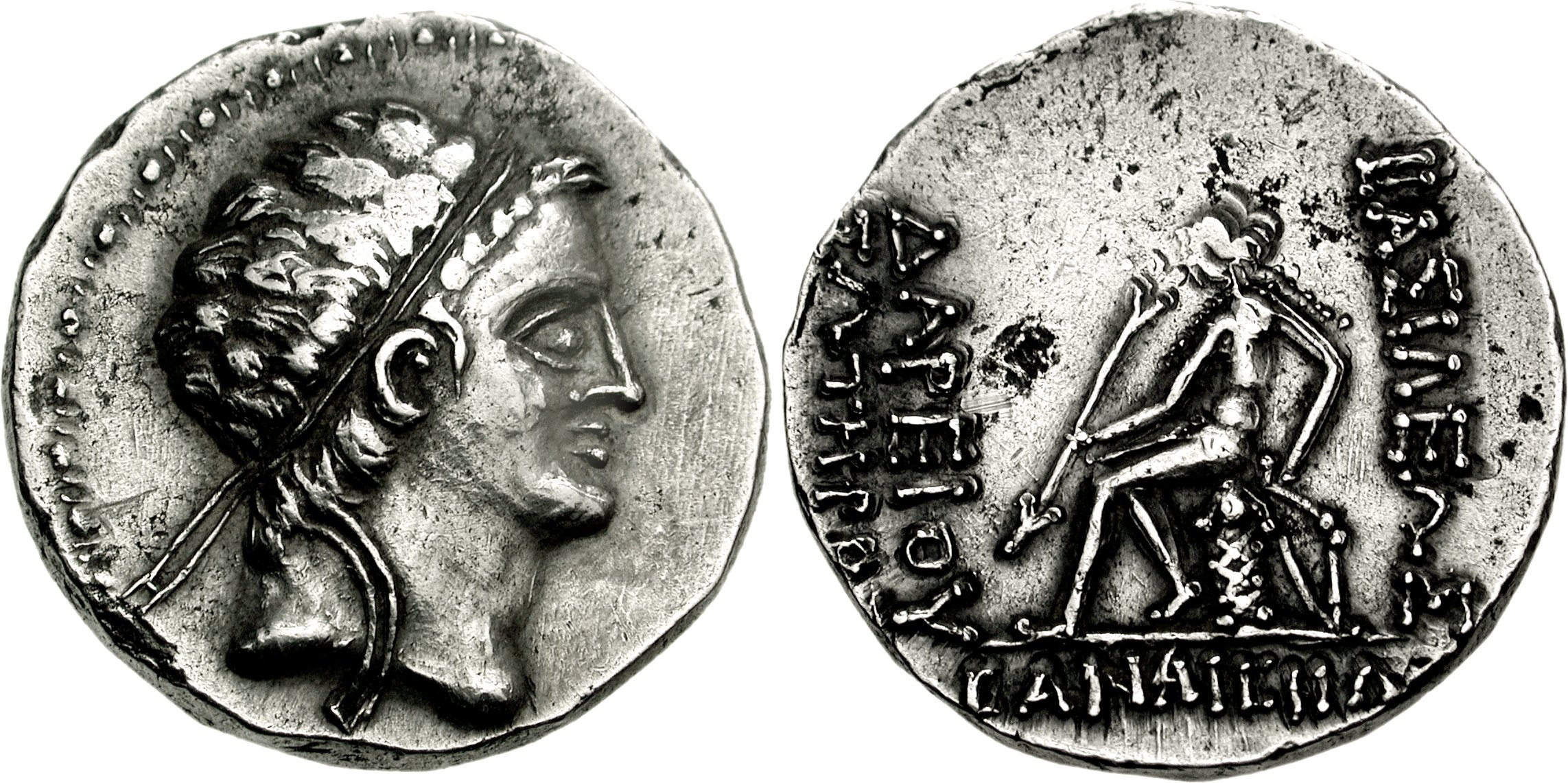
Die Münze des Dareios

Dareios war ein König der Elymais, bei der es sich um eine Provinz oder einen Vasallenstaat des Partherreiches handelte. Dareios ist nur von einer einzigen Münze bekannt, auf der er als König Darios, Soter bezeichnet wird. Die Fundumstände der Münze und deren Stil legen nahe, dass der Herrscher kurz vor 129 v. Chr., wahrscheinlich nur sehr kurz, regierte. Kurz danach übernahmen die Parther die volle Kontrolle in der Elymais. Die genaue Stellung von Dareios ist unbekannt. Er mag ein Usurpator gewesen sein.